# Franck Signorino
Franck Signorino (Nogent-sur-Marne, 19 de setembro de 1981) é um futebolista profissional francês que atua como defensor.

## Carreira
Franck Signorino começou a carreira no Metz.